# 大人のわがまま
『大人のわがまま』（おとな - ）は、毎日放送ラジオ（MBSラジオ）で2008年4月1日から2009年3月28日まで放送されていたラジオ番組。

## 概要
毎日放送ラジオ（MBSラジオ）では、2005年4月から2008年3月まで『ラジオの達人』のタイトルで、中・高年世代をターゲットとした深夜番組を編成していたが、2008年春の番組改編で夜枠の大幅見直しにより終了し、これに代わる番組として当番組がスタートした。番組は「ラジオの達人」のコンセプトを継承する。
2008年9月までは放送時間は毎週火曜 - 金曜日（月曜 - 木曜深夜）3時00分から4時30分。
ナイターオフシーズンに入った2008年10月以降の放送時間は、土曜日の2時00分 - 4時55分（金曜深夜）となり、今までのパーソナリティが月一回ずつ担当することになった（第五週目の担当は不明）。
タイトルコールは、2008年9月までは松井愛アナウンサー、2008年10月からは、吉竹史が担当している。
なお、2009年3月28日放送分をもって、番組が終了。

## 2008年度後半
なお放送開始・終了日などはあくまで暦日で表記しているため、注意のこと。
- 第一週 「増井孝子の音楽夜話」
  - パーソナリティ:増井孝子
- 第二週 「MBSどっと!アナ・マスターズ」
  - パーソナリティ:MBSのベテラン及びOBのアナウンサーが担当
    - 10月11日 上田崇順
    - 11月16日 柏木宏之
    - 12月13日 大月勇
    - 2009年1月10日 大八木友之
    - 2009年2月14日 山中真
    - 2009年3月14日 松井昭憲
      - なお、番組終了（2009年3月28日）の翌週、2009年4月4日には大吉洋平による、「大人のわがまま・オマケ編」がオンエアされた。
- 第三週 「カルロス菅野 音楽の旅」
  - パーソナリティ:カルロス菅野
- 第四週 「流行歌曼荼羅」
  - パーソナリティ:野村啓司（MBS専任局長兼チーフパーソナリティ・元同局アナウンサー）
- 第五週 
  - 11月1日は、パーソナリティ:増田俊郎・谷口雅之の二人による、「MA-MA-(まーまー)のリラックス・デラックス」
  - 2009年1月31日は、パーソナリティ:川村龍一による、「ミッドナイトゼミナール」

## 2008年度前半
- 火曜日（月曜深夜）「増井孝子の音楽夜話」
  - パーソナリティ:増井孝子（ラジオパーソナリティ・映画評論家） - 「ラジオの達人」から唯一続投出演。

- 水曜日（火曜深夜）「MBSどっと!アナ・マスターズ」
  - パーソナリティ:MBSのベテラン及びOBのアナウンサーが担当
    - 4月2、9、16、23日は 亀井希生、4月30日は松井昭憲
    - 5月 千葉猛
    - 6月 田丸一男
    - 7月 結城哲郎
    - 8月 週替りで、6日は古川圭子、13日は松井愛、20日は馬野雅行、27日は大吉洋平、斎藤裕美（二人とも、2008年毎日放送入社の新人アナ）と松井昭憲
    - 9月3、10日は高井美紀、17日は関岡香、24日は松井昭憲

- 木曜日（水曜深夜）「カルロス菅野 音楽の旅」
  - パーソナリティ:カルロス菅野（フュージョンプレイヤー、音楽プロデューサー）

- 金曜日（木曜深夜）「流行歌曼荼羅」
  - パーソナリティ:野村啓司（MBS専任局長兼チーフパーソナリティ・元同局アナウンサー）